# نوو مستو
نوو مستو (به اسلوونیایی: Novo mesto) یک شهر در اسلوونی با جمعیت ۲۳٬۳۴۱ نفر است که در کارنیولای سفلی واقع شده‌است.